# 2895 Memnon
2895 Memnon este un asteroid descoperit pe 10 ianuarie 1981 de Norman Thomas.